# Xin Qiji
Xin Qiji (辛棄疾, 28 mai 1140-3 octobre 1207) est un écrivain chinois de la dynastie Song.

## Biographie
Xin Qiji a acquis une réputation égale à celle de Su Shi pour ses poèmes chantés (ci). Ses ci sont réputés pour leur style vigoureux, leur imagination novatrice et pour la profondeur de la pensée.
Xin Qiji, dont le prénom social ou de courtoisie fut Tanfu pour  plus tard être changé par Youan et fut nommé Jiaxuan après son âge mûr. Il était fonctionnaire, général, écrivain et poète des Song du Sud, et était connu sous le nom de
«Dragon en Ci». Avec Su Shi, ils s'appellent «Su Xin», et avec Li Qingzhao, ils s'appellent «Jinan Er'an».

## Œuvres
Xin Qiji est un célèbre poète de la dynastie Song du Sud de la Chine, il a composé 629 poèmes. Le sujet principal de ses poèmes est de résister à l'attaque du Royaume du Jin（金） et de restaurer les anciennes rivières et montagnes par la force.  Xin est écrivain et guérillero. Xin était un lettré ainsi qu'un combattant de la guérilla. Contrairement à la plupart des lettrés chinois qui ont exprimé leurs préoccupations principalement par le biais de mots, Xin a en fait pris son épée et a combattu l'ennemi (le Jin 金) dans les collines et les jungles. Xin était un lettré qui était à l'aise et habile à la fois au pinceau et à l'épée (KAM-KWANT). Les poèmes ci de Xin sont grandioses, vivants avec des images distinctives, ambitieux, hautement émotionnels et sans retenue, intégrant la description des personnes et des événements, mélangeant naturellement les sentiments et les paramètres, sur le thème du passé et du présent et non limités à un seul type.La plus grande contribution de Xin Qiji était qu' il a développé et promu le style audacieux et débridé de la poésie ci initié par Su Shi, a poussé le style audacieux, débridé et puissant de la poésie ci de la dynastie Song à l'extrême, et en a fait une tendance générale.De Su Shi à Xin Qiji, l'école audacieuse et effrénée de poésie ci de la dynastie Song fut officiellement formée. Wang Shizhen (1634-1711) qui vécut sous la dynastie Qing fit le commentaire suivant sur les poèmes ci de Xin: «Ils sont fervents, libres et extrêmement arrogants. Il a changé les airs de célèbres poètes CI, est devenu soudainement au premier plan et a formé un style unique autre que le style féminin exquis, qui existe encore aujourd'hui».
Les poèmes de Xin présentent un large éventail de sujets. Il existe également des poèmes sur les paysages pastoraux, la vie rurale et d'autres sujets, révélant son amour pour les paysages pastoraux et la vie rurale. En tant que parolier Xin Qiji, en plus d'être audacieux et sans contrainte, ses œuvres peuvent aussi être gracieux, tendres et amoureux, voire surpassant celle des poètes floraux.